# Technical

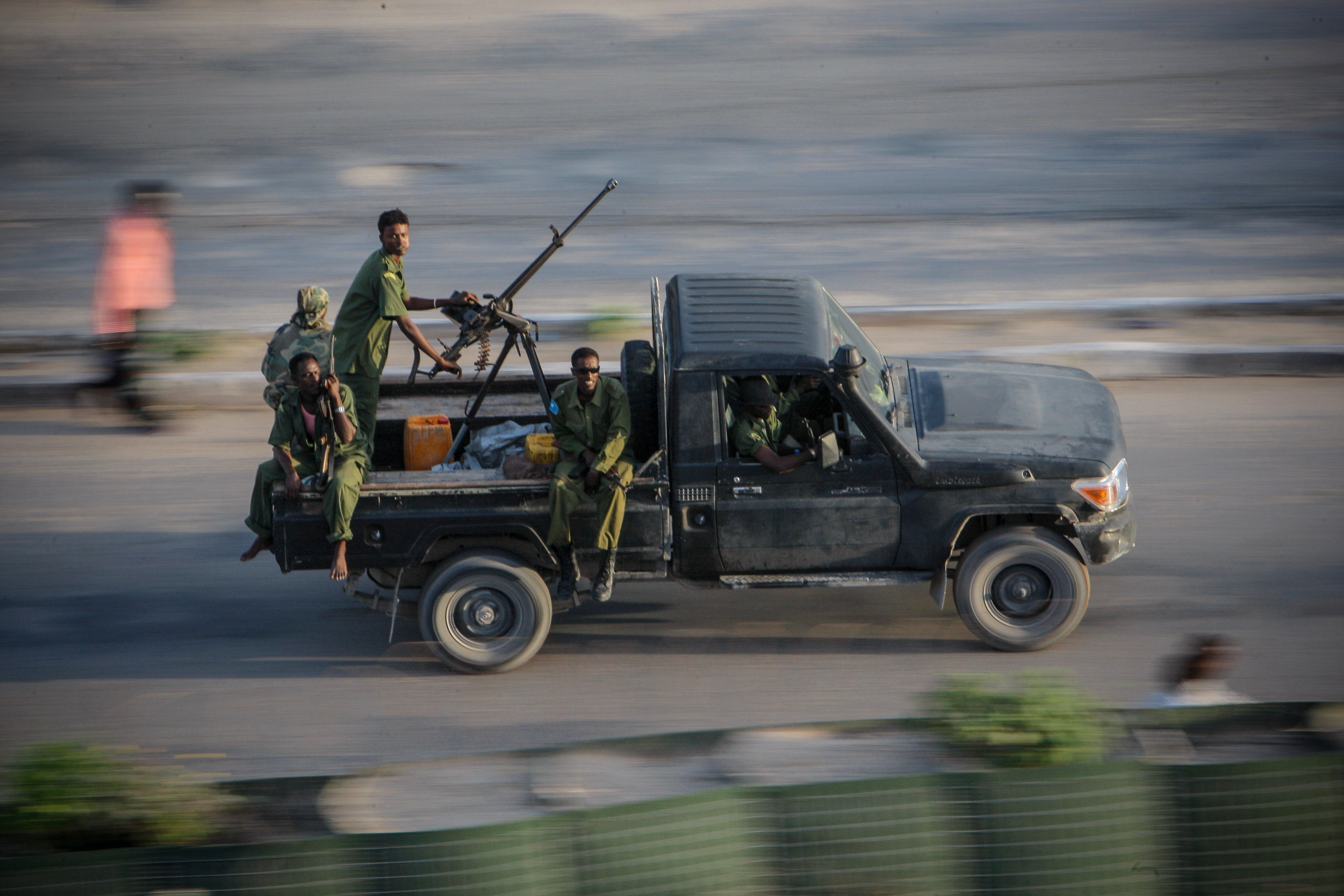
Een technical van het Somalische leger in de hoofdstad Mogadishu.

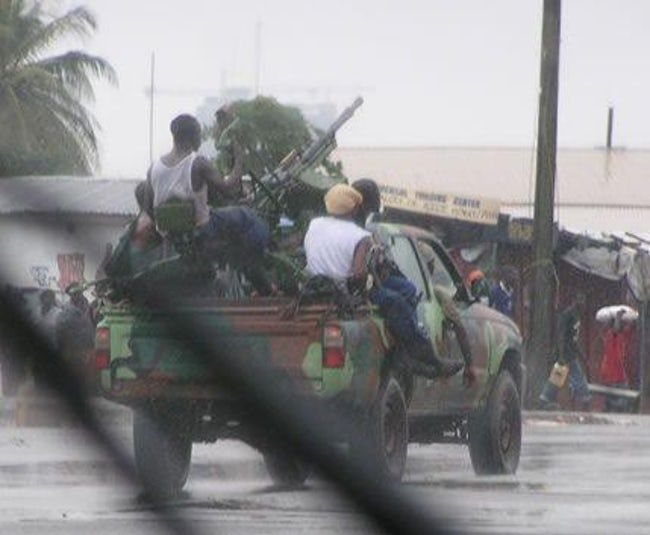
Een technical in Liberia

Een technical is een geïmproviseerd gevechtsvoertuig, normaal gezien een burgervoertuig of een non-combat militair voertuig, dat gemodificeerd is opdat het enige aanvallende capaciteit verkrijgt. Het is gewoonlijk een pick-up truck of 4x4 waarop een automatisch vuurwapen, machinegeweer, licht luchtafweerwapen of een ander relatief klein wapensysteem bevestigd is.
De term technical die gebruikt wordt om zulke voertuigen te beschrijven vindt zijn oorsprong in Somalië. De naam zou ontstaan zijn bij de medewerkers van het Rode Kruis die de naam gaven aan de voertuigen die door de lokale milities gebruikt werden bij gewapende overvallen. Men moest dan ook deze milities omkopen om vrij spel te krijgen waarbij deze uitgaves werden bestempeld als technical expenses.
Bij vele militielegers heeft het leger (en dus ook de krijgsheer) met de meeste technicals de meeste macht.